# Percile
Percile là một đô thị ở tỉnh Roma trong vùng Latium thuộc Ý, có cự ly khoảng 40 km về phía đông bắc của Roma. Tại thời điểm ngày 31 tháng 12 năm 2004, đô thị này có dân số 218 người và diện tích là 17,6 km².
Percile giáp các đô thị: Cineto Romano, Licenza, Mandela, Orvinio, Scandriglia, Vallinfreda.